# Stanisław Wycech
Stanisław Wycech (27 de junio de 1902 – Varsovia, 12 de enero de 2008) fue, a los 105 años, el último veterano polaco vivo en la Primera Guerra Mundial. En el momento de su muerte, era el superviviente más joven de la guerra. Wycech era menor de edad cuando se alistó en la Organización Militar Polaca en 1917, con tan solo 15 años, y participó en el desarme de las tropas alemanas el 10 de noviembre de 1918. No participó en la sublevación de Gran Polonia porque contrajo fiebre tifoidea, pero también era veterano de la Guerra Polaco-Soviética. Luchó durante la Segunda Guerra Mundial y participó en el levantamiento de Varsovia. Residió en Varsovia hasta su muerte a los 105 años.